# خليج فانتر
خليج فانتر (بالإنجليزية: Funter Bay)‏ هو خليج طوله 3 كم على الجانب الغربي من جزيرة أدميرالتي، قرب طرفها الشمالي في أرخبيل ألكسندر في ولاية ألاسكا.
يتبع منطقة إحصاء هونان أنغون في المنطقة غير المنظمة في ألاسكا.